# Kakaové máslo

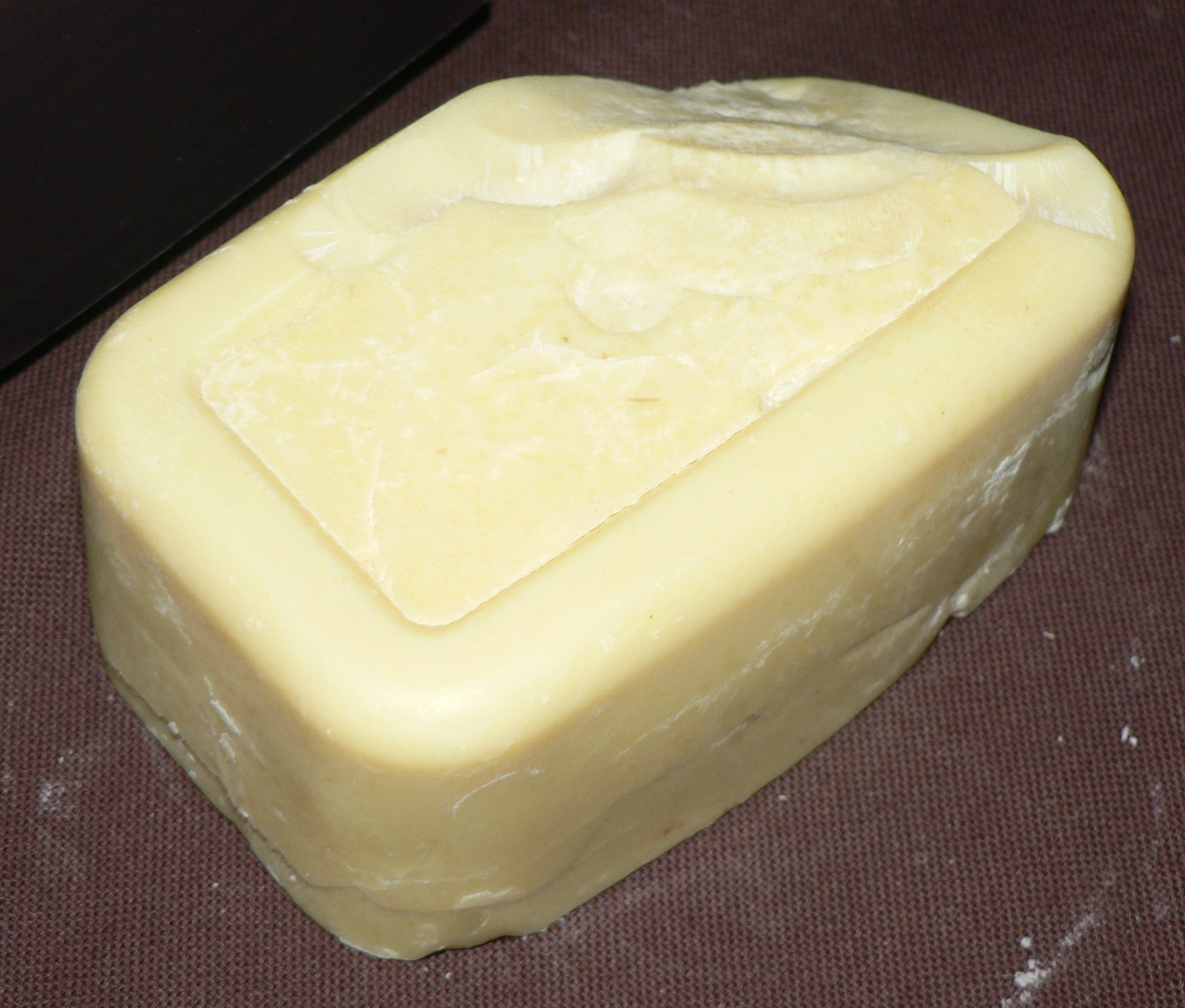
Kakaové máslo

Kakaové máslo je tuhý nažloutlý rostlinný tuk, který vzniká lisováním rozdrcených pražených kakaových bobů. Získává se lisováním v hydraulických lisech, kdy vytéká z drceniny a je uchováváno v tuhé podobě. Zbylé výlisky se melou na kakaový prášek. Z kakaového másla se vyrábí čokoládové cukrovinky, používá se v kosmetice a farmacii. Má jemnou čokoládovou chuť a vůni.

## Složení
Přibližné průměrné zastoupení mastných kyselin triacylglycerolů v kakaovém másle je:
- C18:0 (stearová) – 36 %
- C18:1 (olejová) – 33 %
- C16:0 (palmitová) – 26 %
- C18:2 (linolová) – 3 %
- C20:0 (arachidová) – 1 %

Většina triacylglycerolů (asi 42 %) obsahuje v molekule všechny tři nejzastoupenější mastné kyseliny uvedené výše.
V kakaovém másle je obvykle přítomen také γ-tokoferol (jeden z vitaminů E).

## Vlastnosti
Kakaové máslo je jedním z nejstabilnějších tuků, protože obsahuje vhodné antioxidanty zabraňující žluknutí a je možno jej uchovávat dva až pět let bez výrazné změny struktury. Navíc díky své jemné struktuře, příjemné vůni a změkčující povaze je vhodnou ingrediencí k výrobě kosmetiky.